# Salomon Seidenman

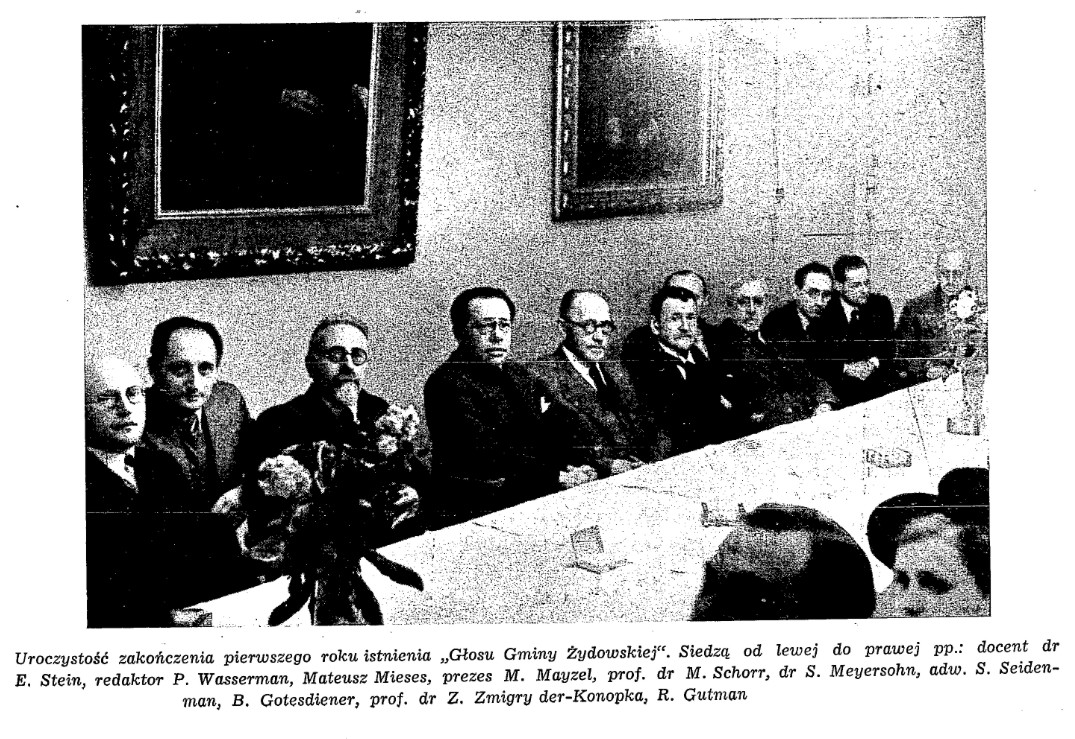
Uroczystości w Gminie Wyznaniowej Żydowskiej w Warszawie. Salomon Seidenman siódmy z lewej

Salomon Seidenman (ur. 19 marca 1878 w Lublinie, zm. 19 marca 1948 w Jerozolimie) – polski adwokat i polityk narodowości żydowskiej, poseł na Sejm V kadencji w II RP, członek Gminy Żydowskiej w Warszawie.

## Życiorys
Pochodził z wpływowej rodziny żydowskiej z Lublina (ojciec był prezesem tamtejszej Gminy Wyznaniowej i bankierem). W 1896 ukończył rosyjskie gimnazjum tamże.
W latach 1897–1904 studiował prawo na Cesarskim Uniwersytecie Warszawskim, nie udało mu się jednak po studiach zostać adwokatem. W czasie nauki w stolicy zaangażowany w działalność opozycyjną wobec caratu, współorganizator strajków i wystąpień antyrządowych.
W 1916 wybrano go do rady Warszawy. Po 1919 poświęcił się pracy w adwokaturze, w latach 1937–1939 był członkiem Rady Adwokackiej w Warszawie. Był członkiem Rady i Zarządu Gminy Wyznaniowej Żydowskiej w Warszawie. Był członkiem Komitetu Centralnego Organizacji Syjonistycznej w Polsce.
Do 1938 wielki mistrz loży masońskiej B’nai B’rith w stolicy.
W 1938 został wybrany na posła V kadencji z okręgu nr 2 (Warszawa, na terenie Muranowa).
2 września 1939 wygłosił w imieniu Żydowskiego Klubu Parlamentarnego słynne przemówienie, w których zapewnił o lojalności żydowskiej ludności RP wobec państwa polskiego.
W 1940 wyjechał przez Francję do Palestyny, gdzie osiadł w Jerozolimie.
Zmarł w 1948, pochowano go na tamtejszym cmentarzu Sanhedria.

## Życie prywatne
W 1903 ożenił się z Heleną z Erlichów (siostrą Henryka). Mieli dwóch synów: Ludwika (ur. 1906) i Emanuela (ur. 1913, z zawodu chirurg).